# Bernhard Faber
Bernhard Faber (* 25. Oktober 1862 in Ischl; † 7. Juni 1925 in Hallstatt) war ein österreichischer Bergmann und Fossiliensammler. Er galt als bester Kenner der fossilen Fundstellen der Umgebung von Hallstatt.
Faber arbeitete mit vielen zeitgenössischen Paläontologen zusammen. Seine Sammlung befindet sich heute im Museum Hallstatt. Er sammelte insbesondere Fossilien in den Hallstätter Kalken am Sommeraukogel des Hallstätter Salzberges. Im Jahr 1868 beutete er dort die zweite Hauptfundstelle für Edmund von Mojsisovics aus. Sie enthielt zahlreiche Vorkommen der an Gastropoden reichen Linse mit Discophyllites patens. 
Gustav von Arthaber betraute Faber im Sommer 1904 mit der Suche nach einzelnen versteinerungsführenden Bänken und Nestern. Faber konnte ein Exemplar der seltenen Art Hauerites rare-striatus Hau (die zur Ordnung der Ceratiten (Ceratitida), frühmesozoische Ammoniten (Ammonoidea) innerhalb der Klasse der Kopffüßer (Cephalopoda) gehört) aufspüren, das das Paläontologische Institut der Universität Wien erwarb.